# Município de Forbush (condado de Yadkin, Carolina do Norte)
Localização da Carolina do Norte nos E.U.A.
O município de Forbush (em inglês: Forbush Township) é um município localizado no  condado de Yadkin no estado estadounidense da Carolina do Norte. No ano 2010 tinha uma população de 4.032 habitantes.

## Geografia
O município de Forbush encontra-se localizado nas coordenadas 36° 06′ 43,5″ N, 80° 30′ 27,21″ O.